# Nanostrangalia torui
Nanostrangalia torui är en skalbaggsart som beskrevs av Holzschuh 1989. Nanostrangalia torui ingår i släktet Nanostrangalia och familjen långhorningar.
Artens utbredningsområde är Nepal. Inga underarter finns listade i Catalogue of Life.